# Политика Британской Колумбии
Поли́тика Брита́нской Колу́мбии имеет отношение не только к управлению канадской провинцией Британская Колумбия и различным политическим партиям, получающим или пытающимся получить законодательную власть, но и к определённому числу попыток политических и избирательных преобразований.

## История политики в Британской Колумбии
До 1903 в Британской Колумбии не было ни одной политической партии, за исключением партий федерального уровня. Сэр Ричард Макбрайд стал первым британо-колумбийским премьер-министром, объявившим о политической принадлежности (к Консервативной партии) и установившим договорную политическую систему, включавшую партии и фракции.
После введения в Британской Колумбии партийной политики ряд политических партий контролировал управление в течение более чем десятилетних периодов: например, Консервативная партия начала XX века, либеральное правительство межвоенного периода, послевоенное правительство Социального кредита (Socred) под руководством У. А. Ч. Беннета, другое такое же правительство под руководством его сына Билла Беннета после короткого правления Новой демократической партии (НДП) и, наконец, новодемократическое правительство в 1990-х.
В 1940-х управление контролировалось коалицией либералов и консерваторов. Ни одна из двух партий не имела избирательной силы для получения большинства кресел, и коалиция использовалась как средство недопущения к власти Федерации объединённого содружества (ФОС) (предшественницы НДП).
С 1972 по 1975 у власти находилось новодемократическое правительство под руководством Дейва Баррета, но оно проиграло борьбу после конфронтации с профсоюзным движением. Социальный кредит вернулся к власти с новым главой Биллом Беннетом (сыном бывшего премьер-министра У. А. Ч. Беннета), принятым в партию её старой гвардией, но избравшим новый политический стиль. В 1986 Беннет уходит из политики и его заменяет Билл Вандер Зальм. Под его руководством партия начинает быстро терять популярность. Под тяжестью своей растущей непопулярности и многочисленных скандалов партия проигрывает выборы и полностью теряет влияние в 1991.
В настоящее время провинцией управляет Либеральная партия Гордона Кэмпбелла. Современное воплощение британо-колумбийской Либеральной партии отличается от её предшественниц тем, что её членами являются бывшие сторонники социального кредита, федеральных либералов и консерваторов и другие политики, обычно поддерживающие правоцентристские партии. Это объясняется тем, что Либеральная партия позиционирует себя как единственную оппозицию социал-демократии новодемократов. В отличие от других провинций в Британской Колумбии нет сильной Консервативной партии; этот пробел, таким образом, заполнила Либеральная партия.

## Реформа избирательной системы

### Отзыв и инициатива
Британская Колумбия является единственной провинцией в Канаде, где избиратели могут отозвать своего депутата (обязать его подать в отставку) и проявить инициативу по законопроекту. На текущий момент был лишь один случай, когда подобного рода петиция имела бы определённый успех — депутата Пола Рейтсму заставили подать в отставку всего лишь за несколько часов до отправления в парламент.

### Выборы в назначенный день
Британская Колумбия была первой канадской провинцией, которая ввела избирательную систему с назначенным днём. Раньше британо-колумбийские выборы проходили, как в большинстве парламентских систем, которые обязывают лишь проводить выборы не позднее определённого предела (пять лет во всех других канадских юрисдикциях). С тех пор, ещё одна канадская провинция — Онтарио — также проголосовала за проведение выборов в назначенный день (в 2007 система была впервые использована).

### Альтернативный порядок голосования

#### 1950-е
В 1950-е либерально-консервативная коалиция начинала распадаться на части. Однако, во избежание прихода к власти ФОС, одним из последних действий коалиционного правительства было введение системы альтернативного голосования, внедрённой на всеобщих выборах 1952.
Вдобавок к голосованию за одного кандидата путём простановки знака «Х» на своих бюллетенях (униноминальные мажоритарные выборы в один тур) избиратели должны были распределить всех кандидатов в своём округе в порядке предпочтения путём простановки цифр рядом с их именами. Если какой-либо кандидат получал абсолютное большинство голосов, то он избирался. Если большинство не получал никто, то кандидат с наименьшим количеством голосов исключался, а его бюллетени распределялись среди других кандидатов, обозначенных в бюллетенях вторыми номерами. Эта процедура повторялась до тех пор, пока один кандидат не получал абсолютного большинства голосов.
Ожидалось, что при использовании этого метода вторым выбором либерального избирателя будет консерватор и наоборот, что обеспечило бы избрание кого-либо одного из этих двух партий. Неожиданным результатом стало избрание такого количества депутатов новой Партии социального кредита, которого было достаточно для формирования правительства меньшинства, и ФОС в качестве официальной оппозиции. Либералы уменьшили представительство всего лишь до четырёх депутатов в законодательном органе. Консерваторов (переименовавшихся в Прогрессивно-консервативную партию для подражания большому федеральному соратнику) оказалось только трое.
Правящее меньшинство социального кредита продержалось лишь девять месяцев. Альтернативный порядок голосования был снова использован на следующих всеобщих выборах, окончившихся формированием Партией социального кредита правительства большинства. За срок своих полномочий члены социального кредита отменили новый порядок голосования и вернули прежний традиционный метод.

#### Первое десятилетиеXXI века
Гражданское собрание в 2004 рекомендовало заменить униноминальные мажоритарные выборы в один тур системой единого переходного голосования в 2009, и для одобрения населением этого изменения 17 мая 2005 был проведён референдум. Предложение было поддержано 58 % избирателей, но правительство установило планку в 60 % для признания результата явным. Вторым условием было простое большинство в 60 % округов, что было выполнено в 77 из 79 округов — это значительно больше, чем минимум в 48 округов. Этот недостаточный результат оживил интерес к реформе избирательной системы. В ответ на это провинциальное правительство пообещало второй референдум по этому вопросу в ноябре 2008; однако, это решение было отменено из-за определённых материально-технических проблем, связанных с этими расчётами. Второй референдум должен был пройти одновременно с провинциальными выборами в мае 2009.